# Ford Expedition
Ford Expedition — полноразмерный внедорожник, выпускающийся Ford с 1996 года. В модельном ряду он заменил Ford Bronco и занял место между меньшим Ford Explorer и большим Ford Excursion (в 2005 году заменил его, и таким образом стал самым большим внедорожником компании). Всего существует 4 поколения автомобиля: 1-е выпускалось с 1997 года по 2002; 2-е с 2003 по 2006, 3-е с 2007 по 2017 года, 4-е с 2017 года. Также выпускалась удлиненная версия Max.

## Первое поколение

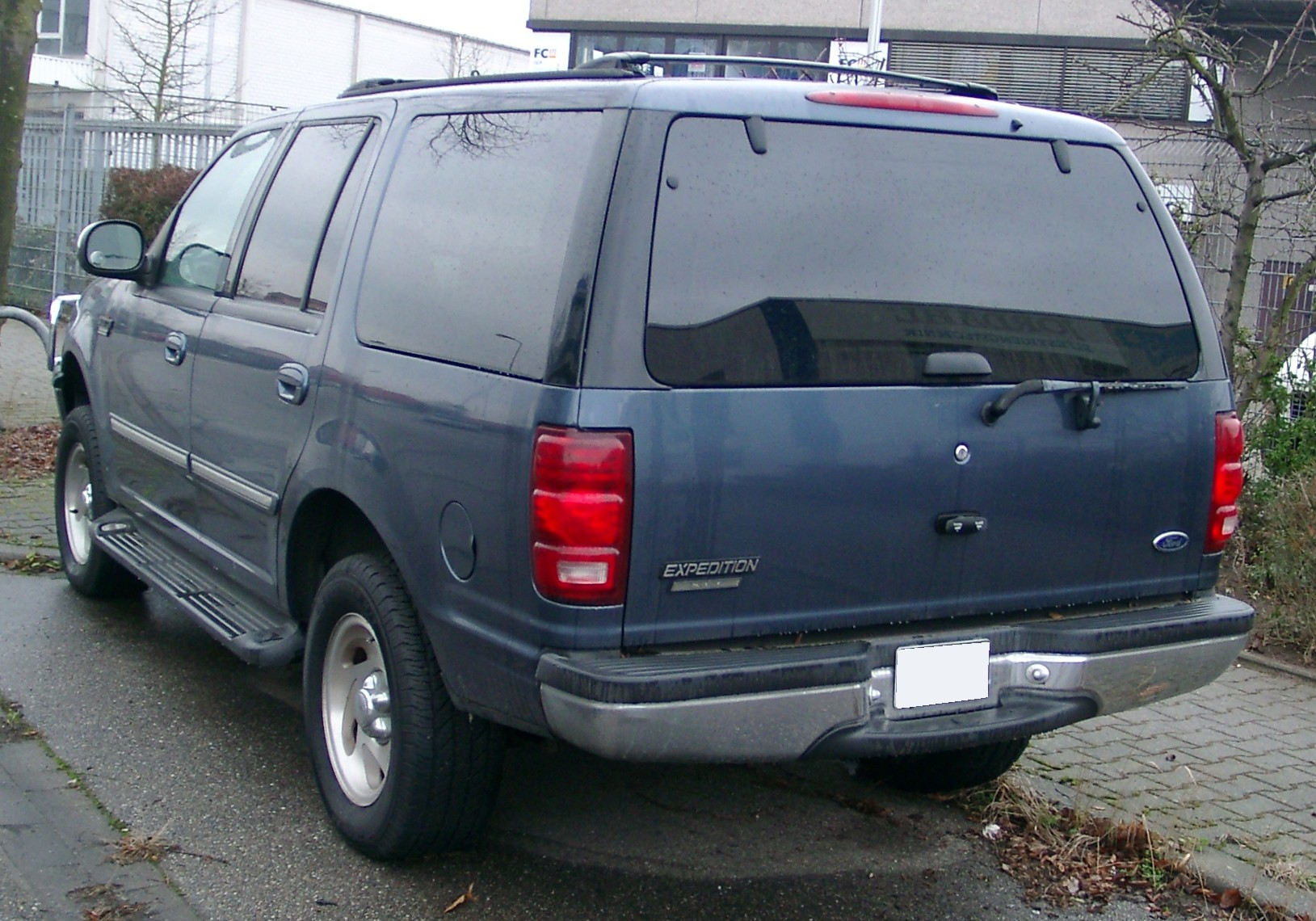
Вид сзади

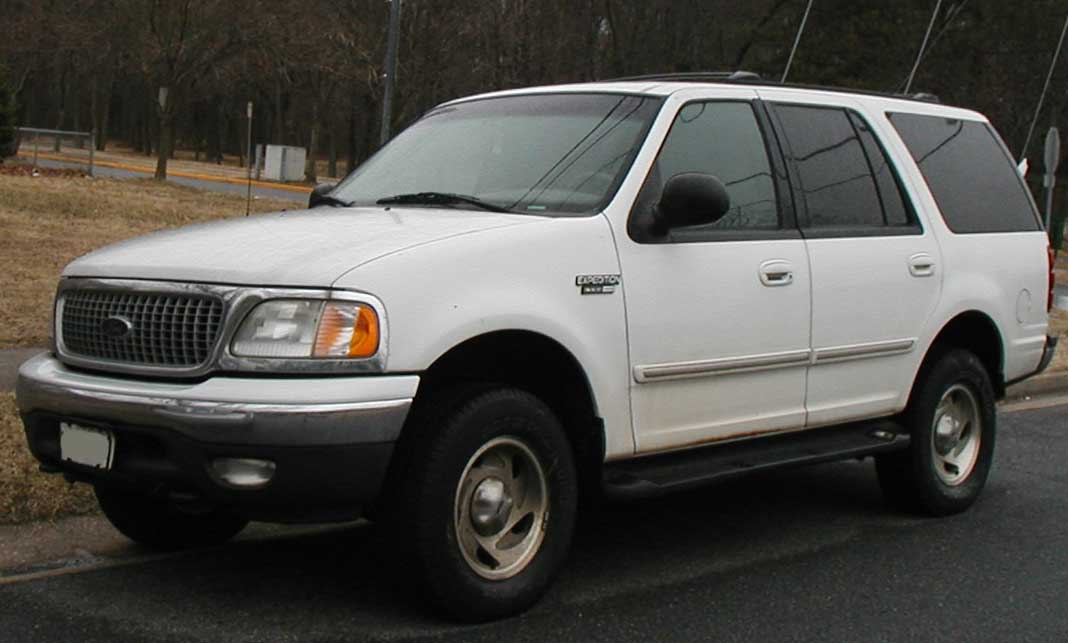
Второй рестайлинг

Первое поколение Expedition (UN93) было построено на платформе Ford U и разделяло её с Lincoln Navigator. Оно было призвано заменить устаревшую двухдверную модель Bronco. Модель испытывала проблемы с проводкой и через 10 лет получила крупный отзыв для решения проблемы.
Expedition испытал два рестайлинга: в 1998 и в 2000 году. Во время первого рестайлинга модель получила более длинную колёсную базу (на 2 см), двигатели стали мощнее: 4,6 л стал выдавать 230 лошадиных сил, а 5,4 л — 260 л. с. Также появилась новая 4-ступенчатая автоматическая коробка передач. Во время второго рестайлинга модель испытала фейслифтинг и некоторые изменения в салоне. У автомобиля последнего рестайлинга впоследствии был обнаружен дефект рулевого управления.

### Безопасность
Автомобиль оснащался 2 подушками безопасности в базовой комплектации, за доплату его можно было оснастить боковыми подушками. Expedition достаточно неплохо прошел краш-тест Национального управления безопасностью движения на трассах:
| Результаты NHTSA NCAP:               | Результаты NHTSA NCAP:                                                   | Результаты NHTSA NCAP:               | Результаты NHTSA NCAP:                                                   |
| 1997—2000                            | 1997—2000                                                                | 2001—2002                            | 2001—2002                                                                |
| ------------------------------------ | ------------------------------------------------------------------------ | ------------------------------------ | ------------------------------------------------------------------------ |
| Водитель:                            | 4 из 5 звёзд · 4 из 5 звёзд · 4 из 5 звёзд · 4 из 5 звёзд · 4 из 5 звёзд | Водитель:                            | 5 из 5 звёзд · 5 из 5 звёзд · 5 из 5 звёзд · 5 из 5 звёзд · 5 из 5 звёзд |
| Передний пассажир:                   | 4 из 5 звёзд · 4 из 5 звёзд · 4 из 5 звёзд · 4 из 5 звёзд · 4 из 5 звёзд | Передний пассажир:                   | 5 из 5 звёзд · 5 из 5 звёзд · 5 из 5 звёзд · 5 из 5 звёзд · 5 из 5 звёзд |
| Боковой удар:                        | не тестировался                                                          | Боковой удар:                        | не тестировался                                                          |
| Боковой удар по задним пассажирам:   | не тестировался                                                          | Боковой удар по задним пассажирам:   | не тестировался                                                          |
| Сопротивление к опрокидыванию (RWD): | не тестировалось                                                         | Сопротивление к опрокидыванию (RWD): | 2 из 5 звёзд · 2 из 5 звёзд · 2 из 5 звёзд · 2 из 5 звёзд · 2 из 5 звёзд |
| Сопротивление к опрокидыванию (4WD): | не тестировалось                                                         | Сопротивление к опрокидыванию (4WD): | 2 из 5 звёзд · 2 из 5 звёзд · 2 из 5 звёзд · 2 из 5 звёзд · 2 из 5 звёзд |

## Второе поколение

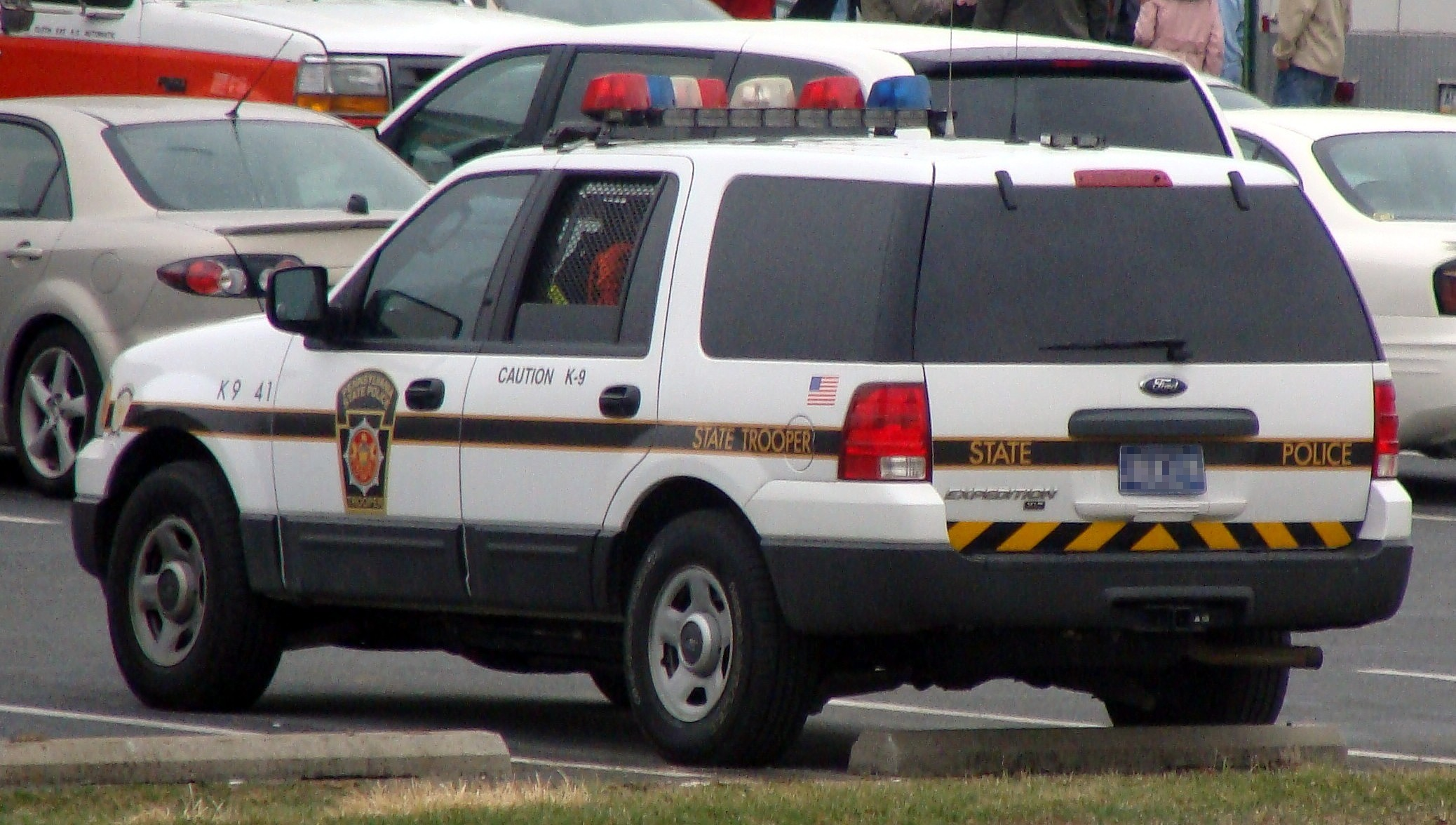
Вид сзади

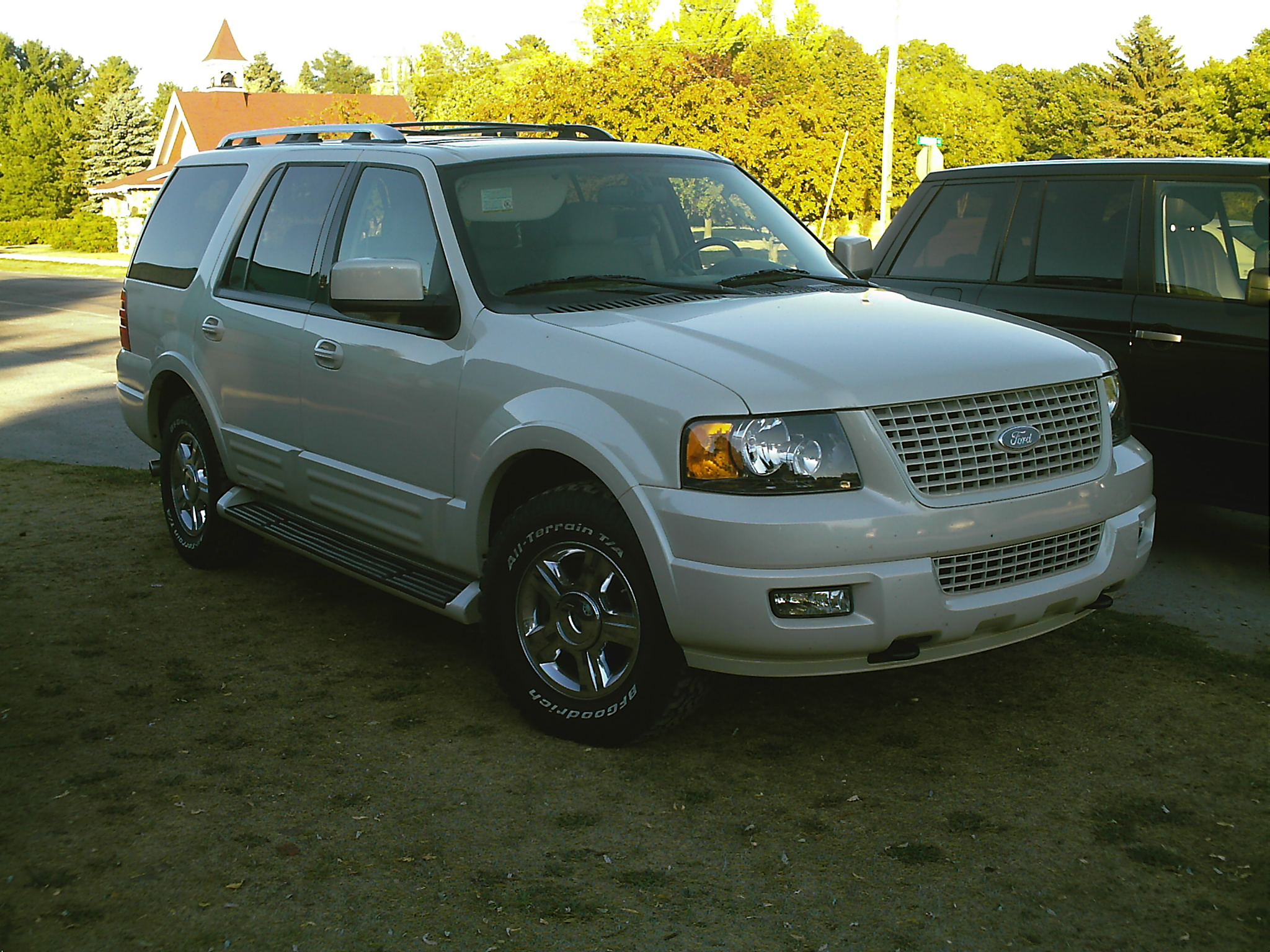
Рестайлинг

Второе поколение автомобиля базировалось на той же платформе, осталось с теми же двигателями и АКПП. Было представлено на автосалоне в Детройте. У модели почти сразу же была обнаружена неисправность в системе полного привода, из-за чего пришлось прервать поставки в автосалоны и остановить производство. Эта проблема устранялась достаточно долго, однако в июле того же года был обнаружен ещё 1 дефект — в задней подвеске. Тем не менее Expedition был номинирован на звание лучшего внедорожника в 2003 году и победил в номинации «Семейный автомобиль» за просторный салон. Кроме того, известие о временном снятии с производства автомобиля в 2002 году подстегнуло спрос к автомобилю в 2003 и он попал в топ-20 самых продаваемых автомобилей, чуть позже исследование компании R. L. Polk & Co показало, что к автомобилю наибольший процент доверия среди крупноразмерных внедорожников.
Автомобиль испытал рестайлинг в 2005 году и стал немного длиннее, 5,4-литровый двигатель стал мощнее (300 л. с.). Автомобиль также был отозван через некоторое время из-за неисправностей в проводке. Рестайлинговая модель получила систему антиопрокидывания (Roll Stability Control) и датчики давления в шинах.

### Безопасность
| Краш-тест NHTSA:                     | Краш-тест NHTSA:                                                         | Краш-тест NHTSA:                     | Краш-тест NHTSA:                                                         |
| 2003—2005                            | 2003—2005                                                                | 2006                                 | 2006                                                                     |
| ------------------------------------ | ------------------------------------------------------------------------ | ------------------------------------ | ------------------------------------------------------------------------ |
| Водитель:                            | 5 из 5 звёзд · 5 из 5 звёзд · 5 из 5 звёзд · 5 из 5 звёзд · 5 из 5 звёзд | Водитель:                            | 5 из 5 звёзд · 5 из 5 звёзд · 5 из 5 звёзд · 5 из 5 звёзд · 5 из 5 звёзд |
| Передний пассажир:                   | 5 из 5 звёзд · 5 из 5 звёзд · 5 из 5 звёзд · 5 из 5 звёзд · 5 из 5 звёзд | Передний пассажир:                   | 5 из 5 звёзд · 5 из 5 звёзд · 5 из 5 звёзд · 5 из 5 звёзд · 5 из 5 звёзд |
| Боковой удар:                        | не тестировался                                                          | Боковой удар:                        | не тестировался                                                          |
| Боковой удар по задним пассажирам:   | не тестировался                                                          | Боковой удар по задним пассажирам:   | не тестировался                                                          |
| Сопротивление к опрокидыванию (RWD): | не тестировалось                                                         | Сопротивление к опрокидыванию (RWD): | 3 из 5 звёзд · 3 из 5 звёзд · 3 из 5 звёзд · 3 из 5 звёзд · 3 из 5 звёзд |
| Сопротивление к опрокидыванию (AWD): | не тестировалось                                                         | Сопротивление к опрокидыванию (AWD): | 4 из 5 звёзд · 4 из 5 звёзд · 4 из 5 звёзд · 4 из 5 звёзд · 4 из 5 звёзд |

## Третье поколение

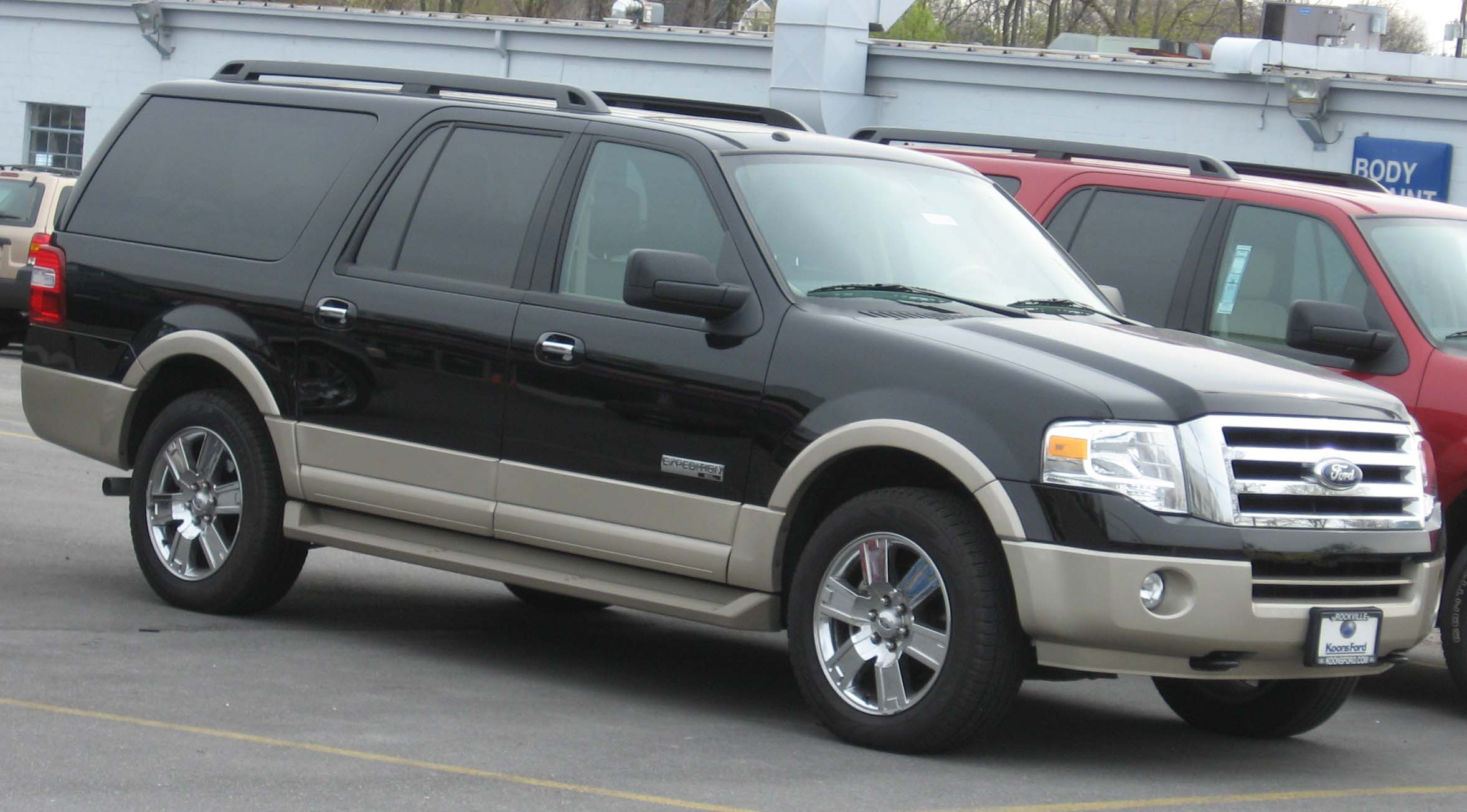
Expedition EL

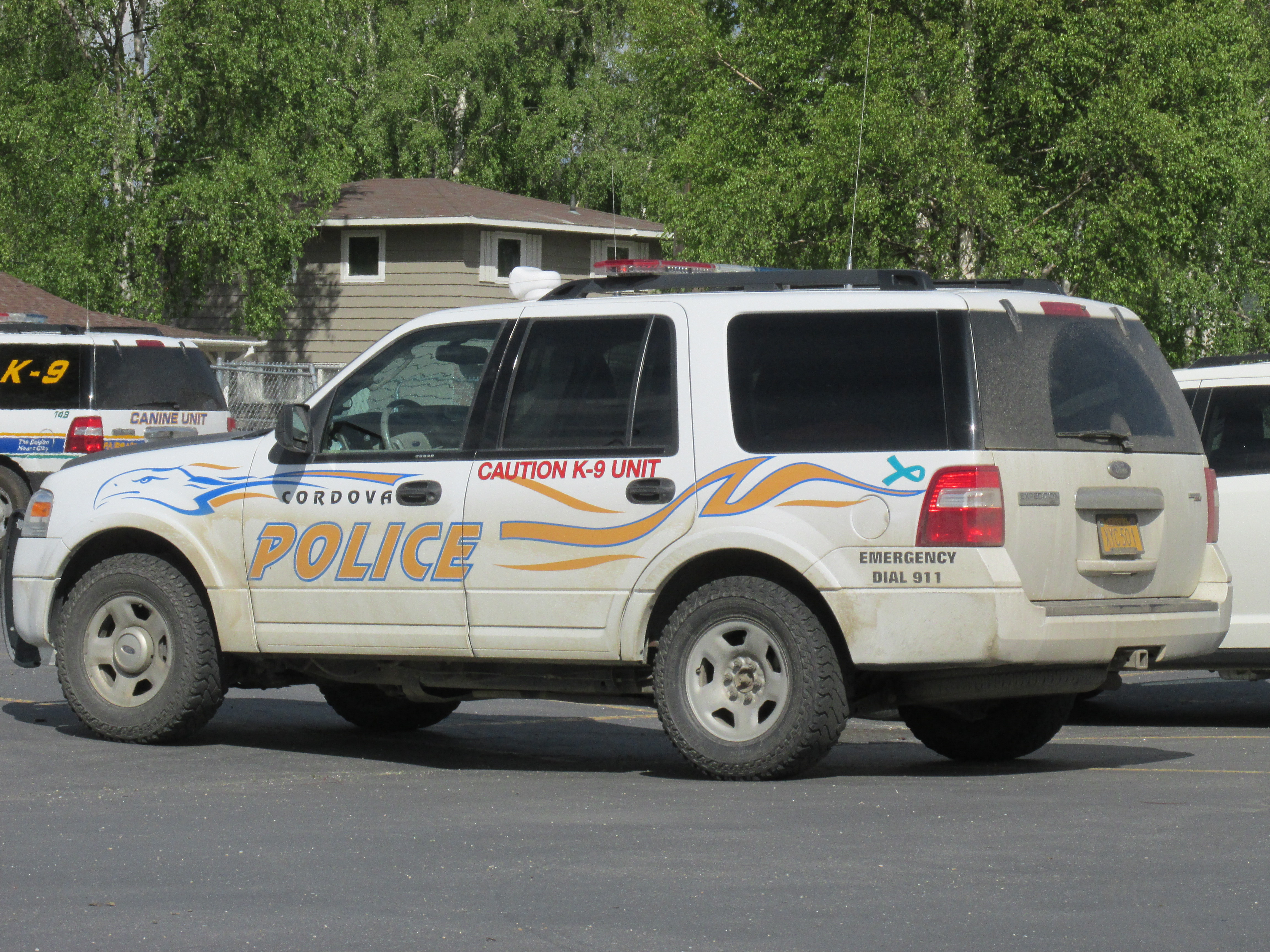
Вид сзади

Третье поколение было полностью обновлено: построено на новой платформе, получило новые двигатели (3,5 л) и коробки передач (6-ступ. АКПП). Также выпускалась удлинённая модель Expedition EL (5621 мм), которая была названа одним из самых крупных внедорожников. Автомобиль был назван самым выгодным при эксплуатации более 5 лет среди больших внедорожников, а также самым качественным большим внедорожником. Кроме того автомобиль номинировался на звание Автомобиль года в Северной Америке, получил второе место в рейтинге самых надёжных полноразмерных SUV и назван лучшим внедорожником 2015 года по рейтингу J.D. Power and Associates.
Планируется прекратить производство автомобиля в 2017 году с заменой на новую модель Bronco.

### Безопасность
| Краш-тест NHTSA:                     | Краш-тест NHTSA:                                                         |
| 2013 модельный год                   |                                                                          |
| ------------------------------------ | ------------------------------------------------------------------------ |
| Общий рейтинг:                       | 4 из 5 звёзд · 4 из 5 звёзд · 4 из 5 звёзд · 4 из 5 звёзд · 4 из 5 звёзд |
| Передний удар:                       | 4 из 5 звёзд · 4 из 5 звёзд · 4 из 5 звёзд · 4 из 5 звёзд · 4 из 5 звёзд |
| Боковой удар:                        | 5 из 5 звёзд · 5 из 5 звёзд · 5 из 5 звёзд · 5 из 5 звёзд · 5 из 5 звёзд |
| Сопротивление к опрокидыванию (RWD): | 3 из 5 звёзд · 3 из 5 звёзд · 3 из 5 звёзд · 3 из 5 звёзд · 3 из 5 звёзд |

| Краш-тест NHTSA:                     | Краш-тест NHTSA:                                                         | Краш-тест NHTSA:                     | Краш-тест NHTSA:                                                         |
| 2007 модельный год                   | 2007 модельный год                                                       | 2008 модельный год                   | 2008 модельный год                                                       |
| ------------------------------------ | ------------------------------------------------------------------------ | ------------------------------------ | ------------------------------------------------------------------------ |
| Водитель:                            | 5 из 5 звёзд · 5 из 5 звёзд · 5 из 5 звёзд · 5 из 5 звёзд · 5 из 5 звёзд | Водитель:                            | 5 из 5 звёзд · 5 из 5 звёзд · 5 из 5 звёзд · 5 из 5 звёзд · 5 из 5 звёзд |
| Передний пассажир:                   | 5 из 5 звёзд · 5 из 5 звёзд · 5 из 5 звёзд · 5 из 5 звёзд · 5 из 5 звёзд | Передний пассажир:                   | 5 из 5 звёзд · 5 из 5 звёзд · 5 из 5 звёзд · 5 из 5 звёзд · 5 из 5 звёзд |
| Боковой удар:                        | не тестировался                                                          | Боковой удар:                        | 5 из 5 звёзд · 5 из 5 звёзд · 5 из 5 звёзд · 5 из 5 звёзд · 5 из 5 звёзд |
| Боковой удар по задним пассажирам:   | не тестировался                                                          | Боковой удар по задним пассажирам:   | 5 из 5 звёзд · 5 из 5 звёзд · 5 из 5 звёзд · 5 из 5 звёзд · 5 из 5 звёзд |
| Сопротивление к опрокидыванию (RWD): | не тестировалось                                                         | Сопротивление к опрокидыванию (RWD): | 3 из 5 звёзд · 3 из 5 звёзд · 3 из 5 звёзд · 3 из 5 звёзд · 3 из 5 звёзд |
| Сопротивление к опрокидыванию (AWD): | не тестировалось                                                         | Сопротивление к опрокидыванию (AWD): | 4 из 5 звёзд · 4 из 5 звёзд · 4 из 5 звёзд · 4 из 5 звёзд · 4 из 5 звёзд |

## Продажи вСША
| Год  | Общие продажи |
| ---- | ------------- |
| 1996 | 45,974        |
| 1997 | 214,524       |
| 1998 | 225,703       |
| 1999 | 233,125       |
| 2000 | 213,483       |
| 2001 | 178,045       |
| 2002 | 163,454       |
| 2003 | 181,547       |
| 2004 | 159,846       |
| 2005 | 114,137       |
| 2006 | 87,203        |
| 2007 | 90,287        |
| 2008 | 55,123        |
| 2009 | 31,655        |
| 2010 | 37,336        |
| 2011 | 40,499        |
| 2012 | 38,062        |
| 2013 | 38,350        |
| 2014 | 44,632        |
| 2015 | 41,443        |